# KATU (TV)
KATU（チャンネル2）は、アメリカ・オレゴン州ポートランドにあるABC系列のテレビ局。シンクレア・ブロードキャスト・グループと、ラグランドのライセンスを受けたユニビジョン提携局のKUNP（チャンネル16）が所有している。両方の放送局は、ポートランドのノースイースト・サンディ・ブールバード（NE Sandy Boulevard）にあるスタジオを共有しているが、KATUの送信所は、市内のシルバン＝ハイランズセクションにある。
1962年にポートランドで4番目の民間放送局として放送を開始した。これは、フィッシャー・ブロードキャスティング・カンパニー（Fisher Broadcasting Company、後のフィッシャー・コミュニケーションズ）によって建設され、1964年にABCに加盟する前は独立局として機能していた。

## 歴史

### チャンネル2がポートランドに登場

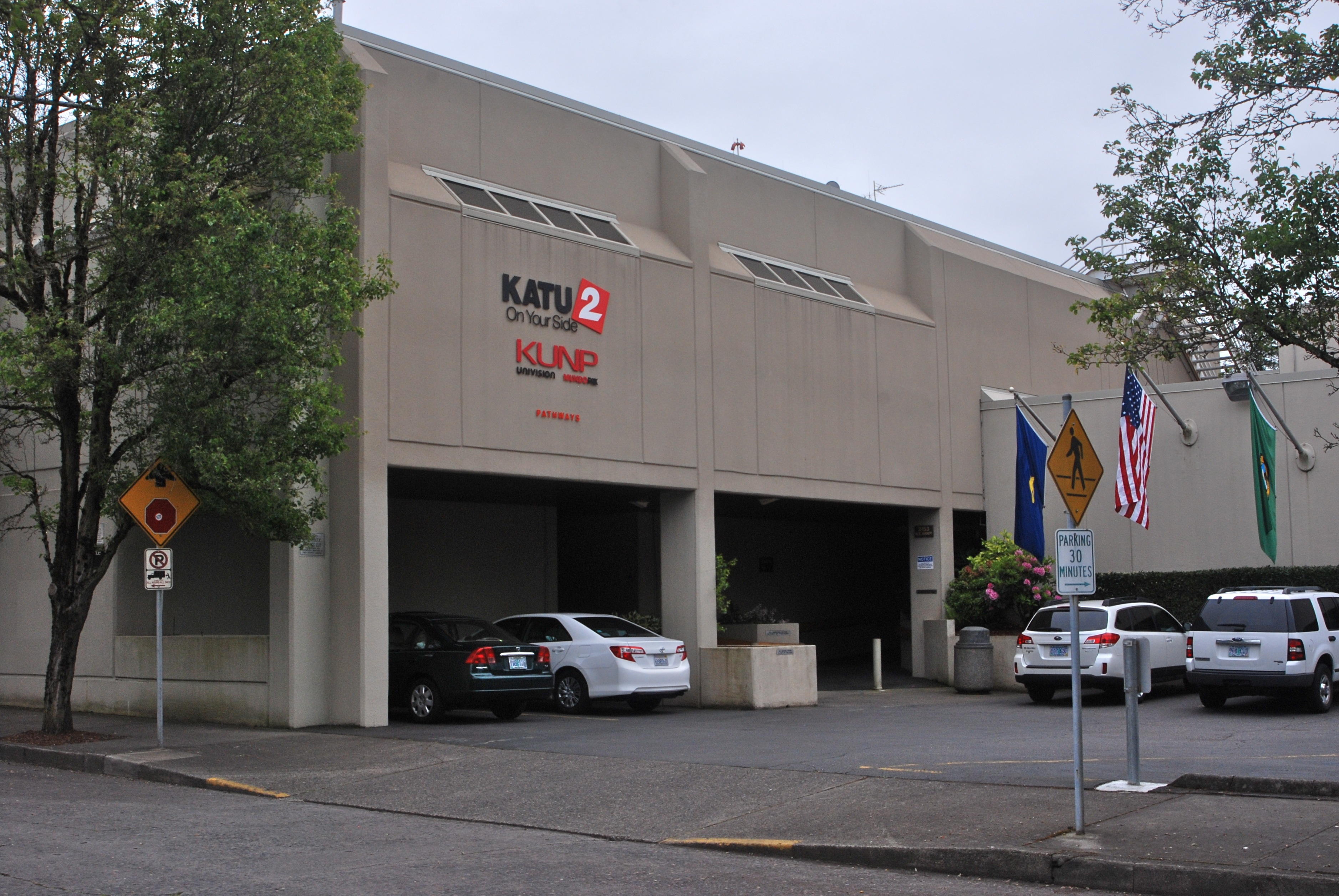
KATUは、開局以来、サンディ・ブールバードの元ランドリーである同じ場所から運営されている。

チャンネル2は当初ポートランドに割り当てられておらず、1957年に割り当てられた。その行動は貴重な周波数の活動に拍車をかけた。最初に、KPOJ（1330 AM）の所有者である「オレゴン・ジャーナル」、ワシントン州シアトルでKOMO-AM-KOMO-TVを所有していたフィッシャー・ブロードキャスティング・カンパニー、タコマのKTNT-TVの所有者のトリビューン・パブリッシング・カンパニー、チャンネル2への移行を望んでいたKPTV（チャンネル12）から4件の申し込みがあった。KPTVは後に撤回し、KPOJは同年3月にその申請を取り下げたが、1959年末になって初めて、FCC聴聞会の審査官がチャンネル2の建設許可についてトリビューン・パブリッシング・カンパニーではなくフィッシャーを推薦した。委員会全体が1960年12月にこの決定を支持する書類の起草を開始し、フィッシャーは1961年2月23日に許可を受け取った。
ノースイースト・サンディ・ブールバードの旧クリスタル・ランドリー（Crystal Laundry）に施設を建設する作業が6月に開始された。2階建ての建物は、2つの制作スタジオを含むように改装された。当初はKOXOという呼称が割り当てられていたが、「K-2」のブランド名に合わせて、同月からKATUの呼称を採用した。
1962年3月15日に放送を開始し、当初は独立局として運営され、ポートランド出身で女優のジェーン・パウエルが司会を務めた。KATUの送信所は当初、ワシントン州キャマスの北北東約7マイル (11 km)のリビングストン山の頂上にあり、この北側のサイトは、セイラムの建設されていないチャンネル3までの最小間隔を維持する必要があった。
KATUはアメリカで25番目の独立局だったが、放送が開始された瞬間から、ポートランドの他の3つの民間放送局の1つからネットワークへの所属を引き抜こうとするのではないかという憶測が渦巻いていた。1963年6月、KATUがポートランドのウェスト・ヒルズに送信所の建設を開始したため、噂が強まったことにより、信号範囲が改善され、他の主要な放送局とチャンネル2が共同設置された。このニュースは同年12月初旬、ABCがオレゴン州で最も古いテレビ局であるKPTV（チャンネル12）を廃止し、1964年3月1日にKATUに移転すると発表した時にもたらされた。このニュースは、ABCのKATUへの切り替えは、KPTVのパフォーマンスが他のABC提携局に匹敵するものであったにもかかわらず、当時ネットワークで数少ない最高評価の放送局の1つであったシアトルのKOMO-TVを、CBSによる可能性のある動きに失うことを避けるための、ネットワークによる対抗策であったという憶測につながった。1959年以来、ABCのポートランドの提携局であったKPTVは、フィッシャーがシアトルで亡命すると脅してABCにKATUへの提携を強要したと主張して、訴訟を起こした（KPTVがグループオーナーとの関係を失ったのは5年間で2度目だった。1959年にポートランドではキング・ブロードキャスティング・カンパニーのKGW-TVがKPTVに取って代わり、シアトルのKING-TVはネットワークラインナップでKOMOに取って代わった）。
KATUが市場でアイデンティティを確立するのに苦労した10年後、ローカル番組を拡大した後、1970年代初頭に道を見つけ始めた。広報番組『タウン・ホール（Town Hall）』、週末の子供向け番組『バンピティー（Bumpity）』、トーク番組『AMノースウェスト（AM Northwest）』などの新番組は、KATUの成功に不可欠であることが証明された。『AMノースウェスト』は引き続き放送されたが、『フェイス&プレイス（Faces & Places）』や『トゥー・アット・フォー（Two at Four）』などの他番組は1980年代に終了した。
KATUはポートランド初のデジタル放送を行った民間放送局であり、1998年にオレゴン公共放送と並んでデジタル放送を行った。アメリカのテレビ局が連邦政府の指令の下でアナログ放送からデジタル放送に移行した公式の日付である2009年6月12日、VHFチャンネル2でのアナログ信号を停止した。KATUのデジタル信号は、仮想チャンネル2を使用して、移行前のUHFチャンネル43のままだった。

### シンクレア・ブロードキャスト・グループの所有権
2013年4月10日、KATUとフィッシャー・コミュニケーションズのその他の持ち株がシンクレア・ブロードキャスト・グループに買収された。連邦通信委員会は同年8月7日に取引を承認し、売却は翌日に完了した。
2017年5月8日、シンクレア・ブロードキャスト・グループは、CW提携局KRCW-TV（チャンネル32）の所有者であるトリビューン・メディアを39億ドルで買収する契約を締結し、さらにトリビューンが保有する27億ドルの負債を引き継ぎ、FCCとアメリカ合衆国司法省反トラスト局による規制当局の承認待ちだった。契約が承認された場合、シンクレアはKATUまたはKRCW-TVのいずれかを売却する必要があった。しかし、2018年にFCCは、この取引を行政法判事による聴聞会に指定した後、取引はトリビューンによって終了された。

## ニュース運用

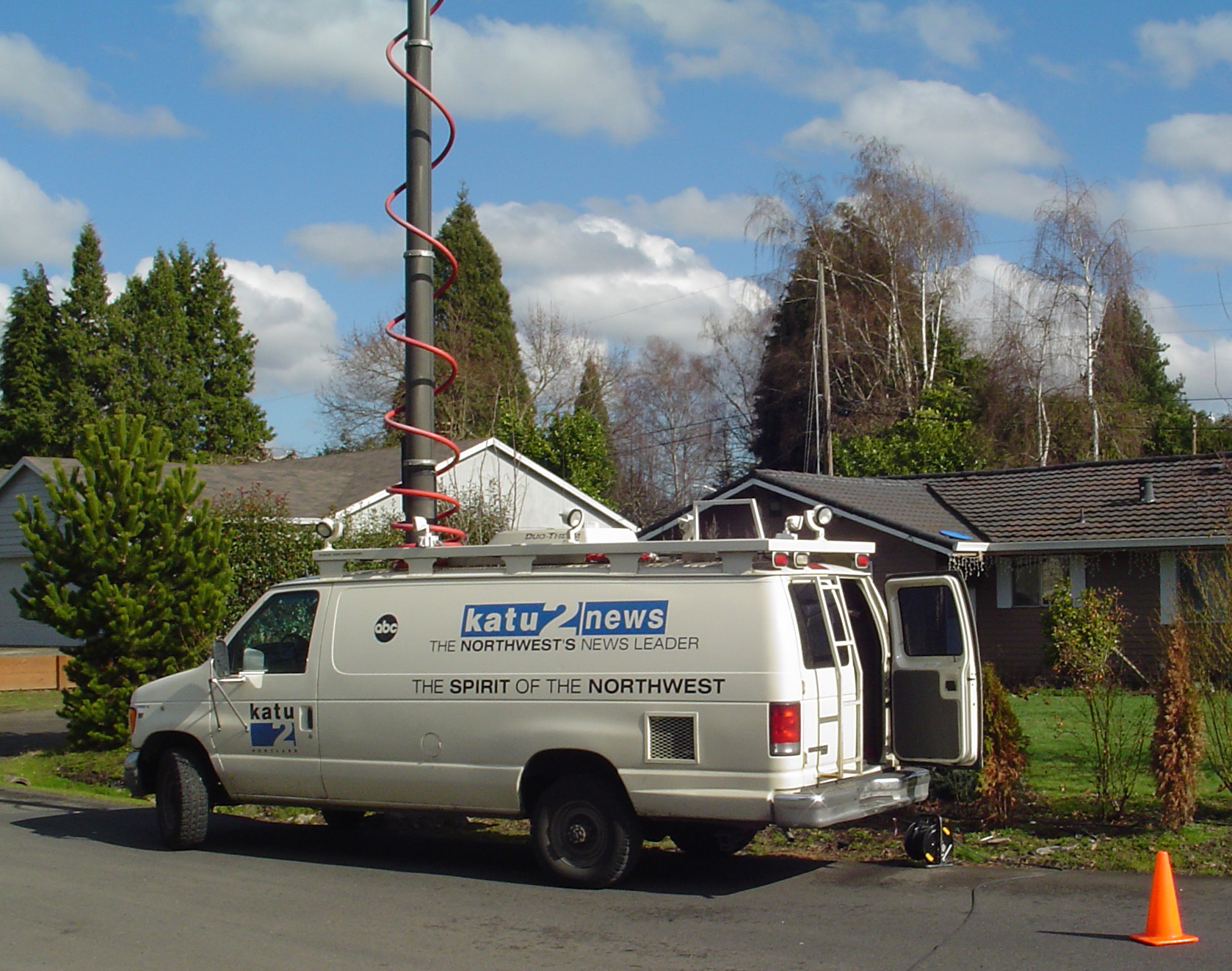
2007年のKATUニュースバン

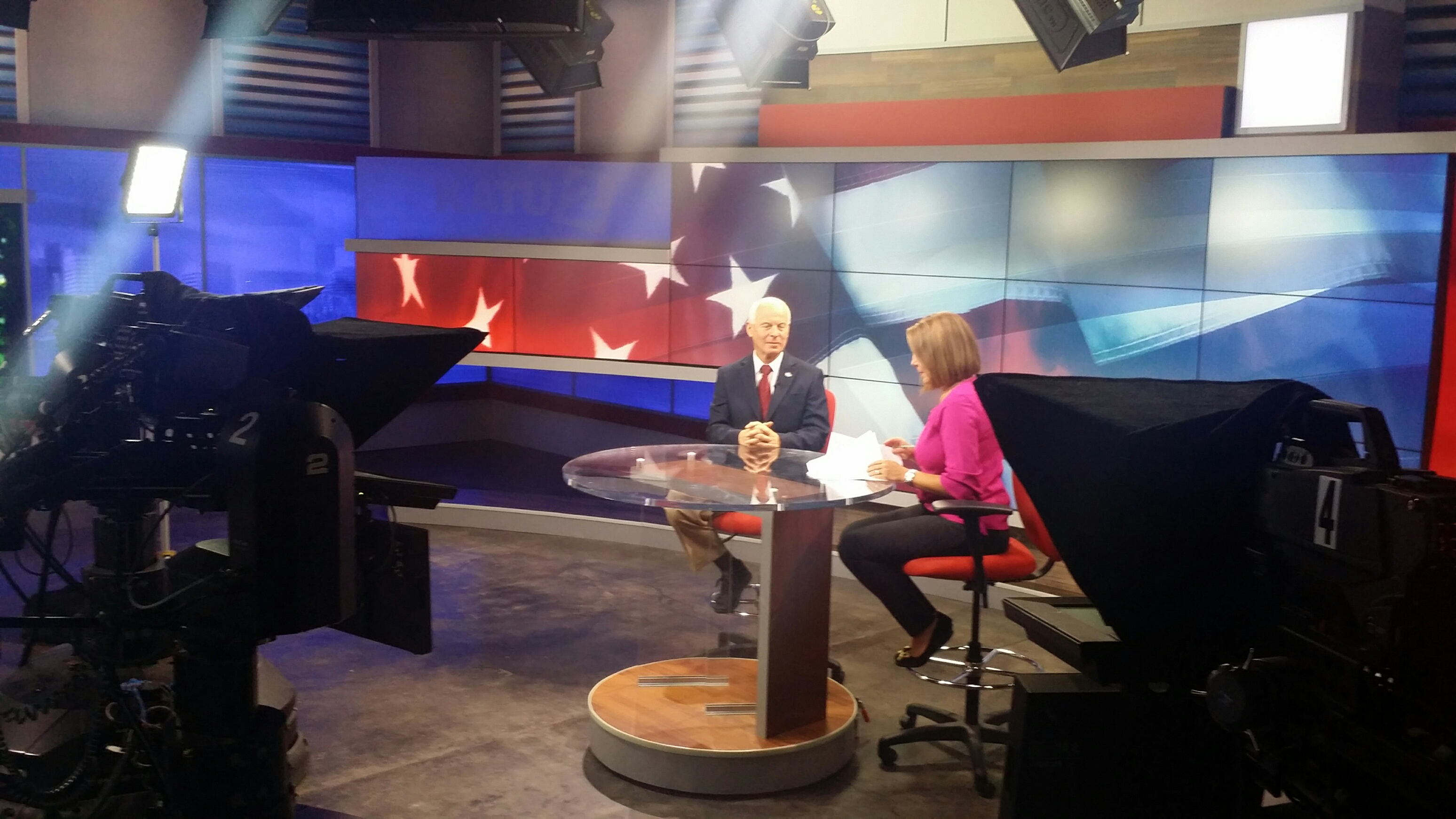
オレゴン州州務長官のデニス・リチャードソンにインタビューするセットでのKATUのデブラ・ナップ

初日から、KATUは地元のニュース番組を制作した。独立局として、その深夜のローカルニュースは22:00に放送された。1964年にKATUがABCに変わった後、これは変わったが、KATUは、ポートランドの視聴者を「絞め殺している」と言われているKOIN-TVとKGW-TVに次ぐ、ローカルニュース報道で3位にとどまった。
最初の10年間にKATUカメラで報道されたあるオレゴン州のニュースイベントは、永続的な悪名を獲得した。1970年11月、1967年から1972年まで働いていたリポーターのポール・リンマンは、1984年にKATUに戻り、2004年にテレビのニュースから引退し、オレゴン州フローレンスを訪れ、鯨の死骸は爆発に失敗した。事件後も映像のリクエストを受け取り続け、1995年のニューススペシャルや2020年の元のニュースフィルムのリマスターなど、爆発するクジラの記念日を記念してきた。
1975年、リチャード・ロス（Richard Ross）は19年間務めたKGW-TVを去り、チャンネル2のニュースディレクターになった。同年、元オレゴン州知事のトム・マッコールがコメンテーターとしてKATUに加わった。知事に就任する前は、KGWでも働いていた。ロスの下で、KATUは『Kidwitness News』などの取り組みを制作した。ドキュメンタリーユニットは、1981年にピーボディ賞を受賞した。マッコールの解説は、1983年1月の死去に至るまでの癌との戦いにもかかわらず、引き続き登場した。
1980年代にKATUでのニュース採用者には、1983年に最初は週末の天気予報のプレゼンターとして参加し、1998年にKOINに亡命する前に夜のアンカーになったジェフ・ジャノーラと、ポートランドでの在職期間が長くは続かなかった、将来のFOXニュースチャンネルのアンカーとなるビル・オライリーが含まれており、彼のポートランドでの在職期間は家族の理由で1年にも満たなかった。オライリーのKATUでの時間は、ボストンでの以前の仕事と比較してポートランドが「休暇」であるという発言で特徴付けられ、経営陣を不快にさせ、彼が給料をコピー機に残して、無意識のうちに6桁の給料を漏らして、低賃金の同僚をいらいらさせた事件があった。1985年までに、当初は5人のスタッフだったものが60人のニュース部門になった。
1997年までにポートランドで最高視聴率のニュース番組を持つようになったが、ジャノーラがチャンネル6での復活を主導したKOINを離れる前に、視聴率は低下し始めていた。1997年、KATUのゼネラルマネージャーは、「Power of 2」として知られる宣伝戦略を考案したことにより、ニュースディレクターは以前、ヘリコプターは主にマーケティングツールであると述べていたが、低下する視聴率を高めるために、2台のニュースヘリコプターを取得した。キャンペーンは非常に秘密裏に制作されたため、最初の放映はニュースルームの従業員を驚かせた。大々的に宣伝された2番目のヘリコプターのデビューから1ヶ月以内に、リースされたヘリコプター「JetRanger II」が同年11月にクリスマスツリーの収穫中に墜落・炎上した。
2021年までに、総視聴者数で夕方と深夜のニュースで1位に戻ったが、FOX系列のKPTVは朝のニュースでそれを打ち負かした。同年、テレビニュースでの燃え尽き症候群の増加を考慮して、KATUのスタッフがストレス管理トレーニングを受けることができるように、ニュース放送を1日中断したことで業界の注目を集めた。

### 著名な元放送スタッフ
- ディック・ボーグル（英語版） - 1968年から1982年までリポーター、後にアンカー。後に市議会議員[49]

- アンナ・カンツァーノ（英語版） - アンカー/調査報道リポーター

- ジャック・ファウスト（英語版） - 13年間（1980年 - 1993年）、週刊広報番組『タウン・ホール（Town Hall）』のホストを務めた[50]

- ロブ・マルシアーノ（英語版） - 気象学者（1997年 - 2003年）[51][52]

- キャシー・マーシャル（英語版） - リポーター/アンカー（1998年 - 2003年）[53]

- トム・リナルディ - ESPNのリードリポーターであり、『ESPNカレッジ・フットボール（英語版）』の寄稿者、現：FOXスポーツに所属[54]

- ロジャー・トワイベル（英語版） - スポーツリポーター（1973年 - 1975年）、現：CBSスポーツネットワーク（英語版）のスポーツキャスター[55]

- ブライアン・ウッド（英語版） - リポーター/アンカー（2008年 - 2021年）[56]

- リンダ・ユー（英語版） - ニュースアンカー（1975年）[57][58]

## 技術情報

### サブチャンネル
デジタル信号は多重化されている。
| チャンネル | 解像度 | アスペクト比 | ショートネーム | 番組編成           |
| ---------- | ------ | ------------ | -------------- | ------------------ |
| 2.1        | 720p   | 16:9         | KATU           | メインKATU番組/ABC |
| 2.2        | 480i   | 16:9         | Charge!        | チャージ!          |
| 2.3        | 480i   | 16:9         | Comet          | コメット           |
| 2.4        | 480i   | 16:9         | Stadium        | スタジアム         |
| 32.1       | 1080i  | 16:9         | KRCW           | The CW（KRCW-TV）  |

KRCW-TVの32.1サブチャンネルは、ポートランドのATSC 3.0（NextGen TV）展開計画の一環としてKATUによって放送される代わりに、KRCW-TVはKATUをその形式で放送する。

### 中継局
KATUはさらに、16の低電力デジタル中継局のネットワークを介して再放送される。
- アストリア：K26DB-D
- ベーカーバレー：K27MX-D
- コーバリス：K08PZ-D
- フッドリバー：K28CQ-D
- ラグランド：K32LY-D
- ラグランド：K35GA-D
- リンカーンシティ他（英語版）：K32NK-D
- マドラス：K26NX-D
- ミルトン・フリーウォーター（英語版）：K28FT-D
- ペンドルトン：K34DI-D
- プラインビル：K35LD-D
- レーニア（英語版）：K31HK-D
- ロックアウェイビーチ（英語版）：K23NS-D
- ザ・ダルズ：K18HH-D
- ティラムック：K34PJ-D
- ワシントン州グレイズリバー（英語版）/レバム（英語版）：K20NL-D

## 海外での姉妹放送局
- 北海道テレビ放送（ 日本・北海道、テレビ朝日系列） - 1975年に締結[61][62]